# Mollinedia tomentosa
Mollinedia tomentosa là một loài thực vật có hoa trong họ Monimiaceae. Loài này được (Benth.) Tul. miêu tả khoa học đầu tiên năm 1856.